# Llista de peixos del riu Tennessee

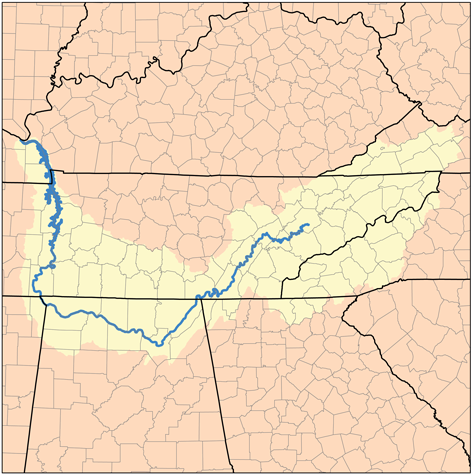
Mapa de la conca del riu Tennessee a Tennessee, Alabama, Mississipi i Kentucky

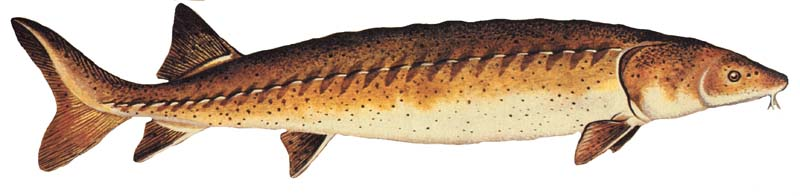
Esturió groc (Acipenser fulvescens)

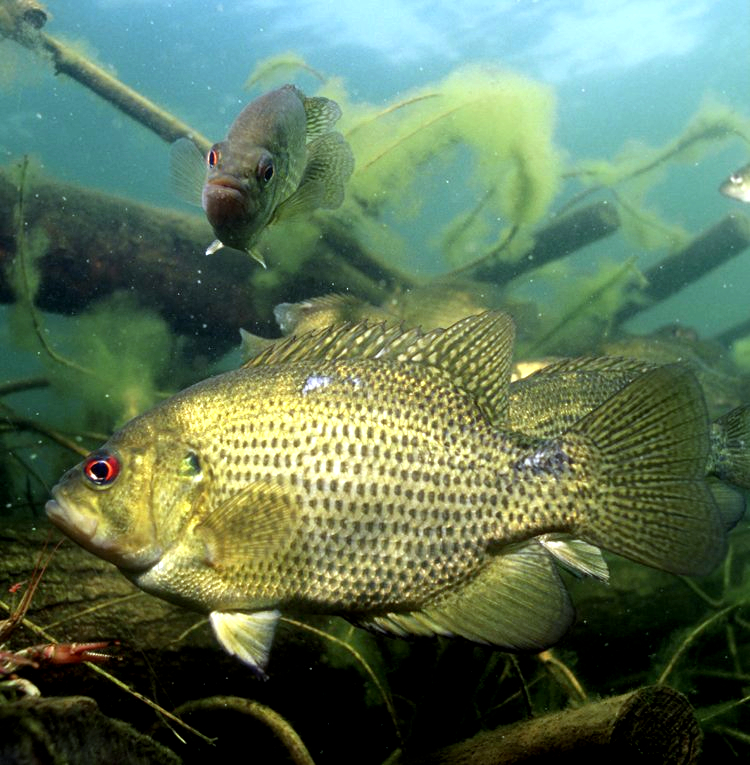
Ambloplites rupestris

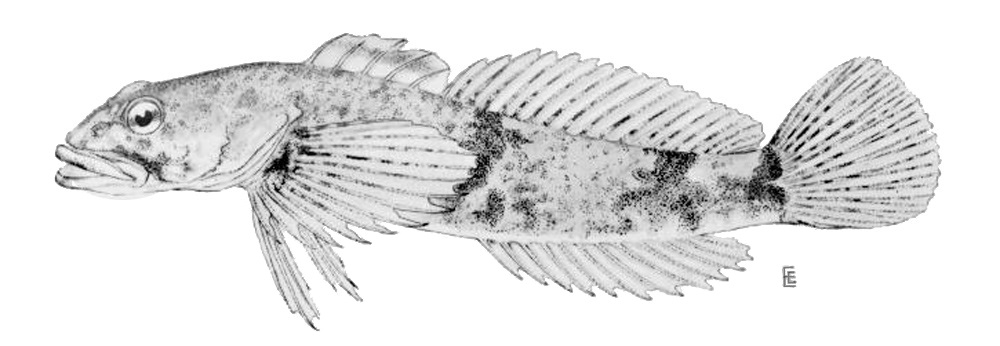
Cottus bairdii

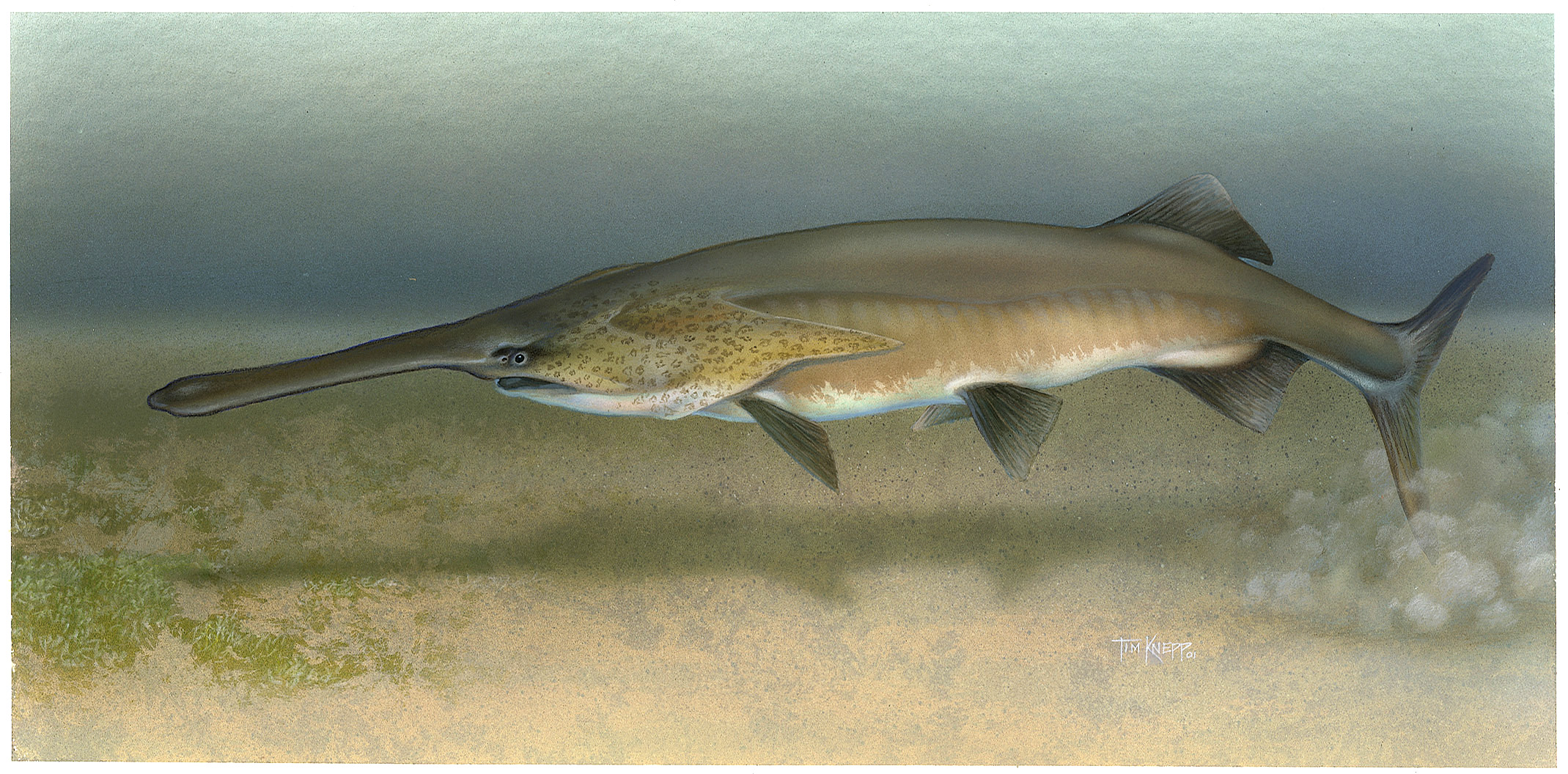
Polyodon spathula

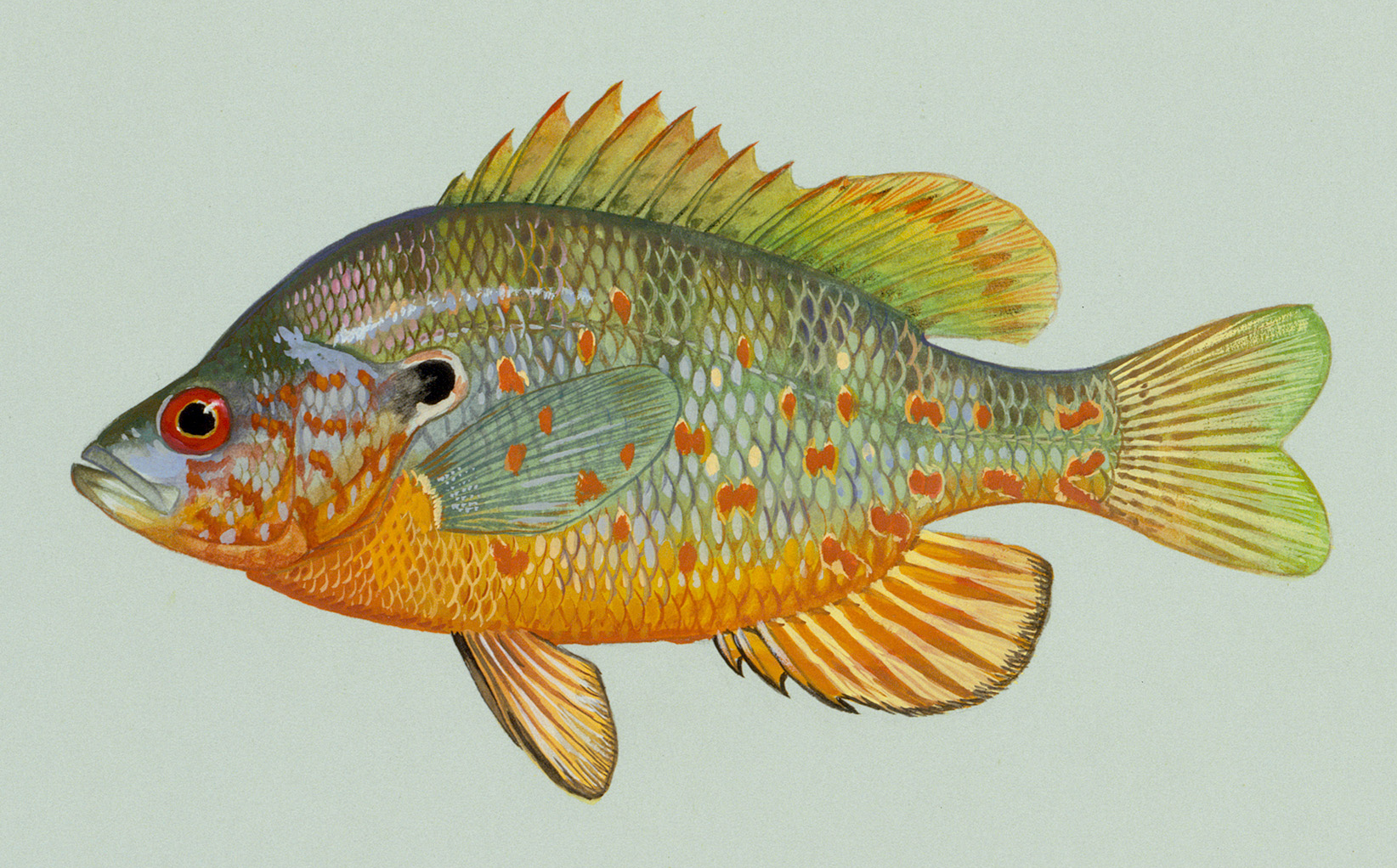
Lepomis humilis

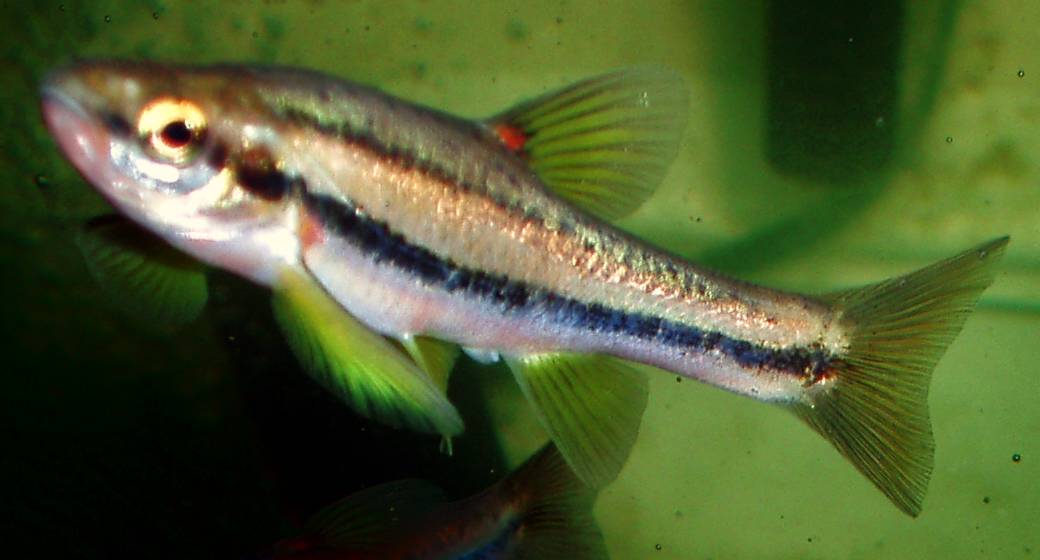
Chrosomus erythrogaster

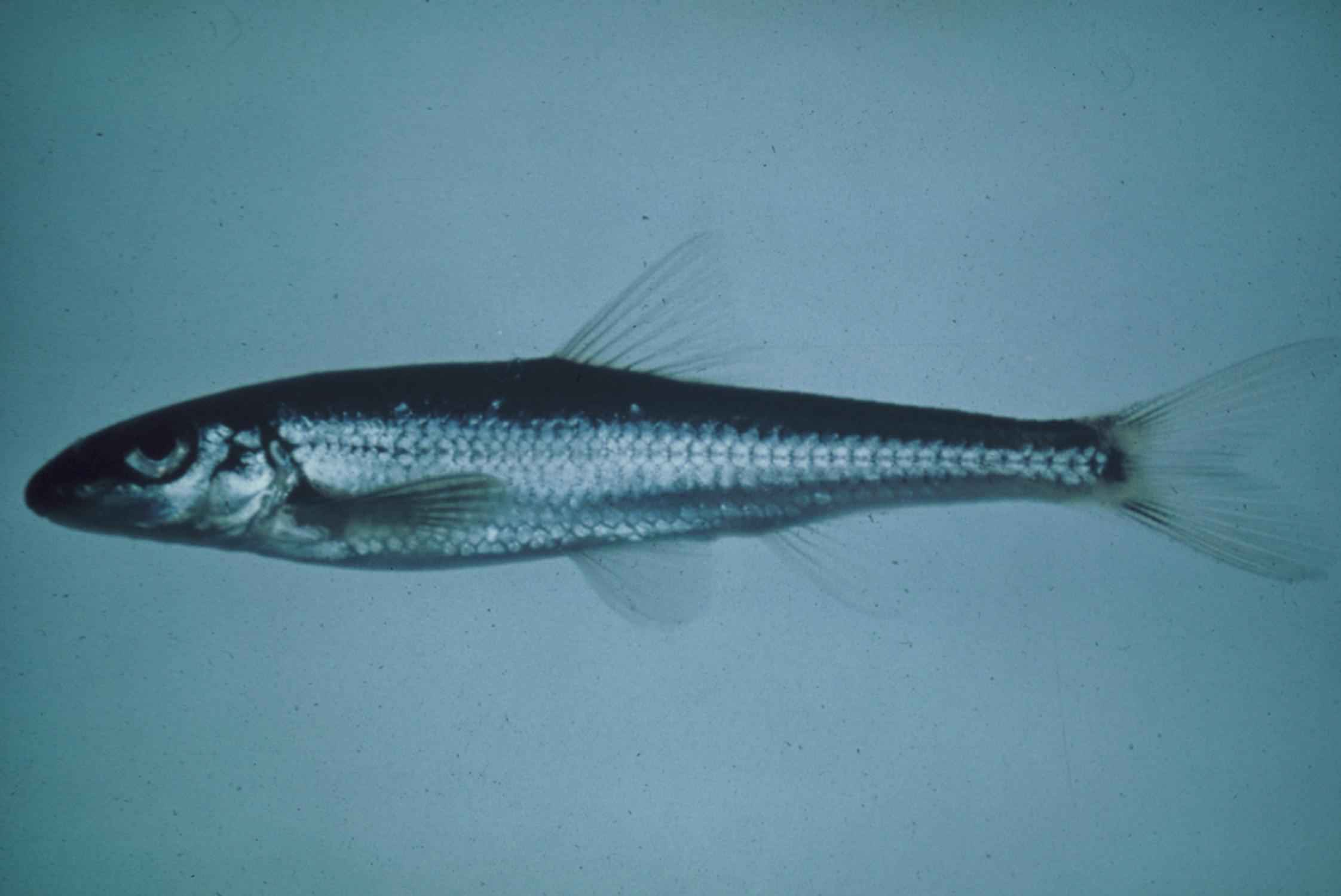
Erimystax cahni

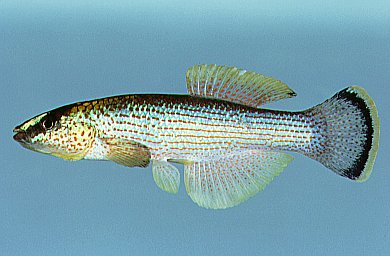
Fundulus catenatus

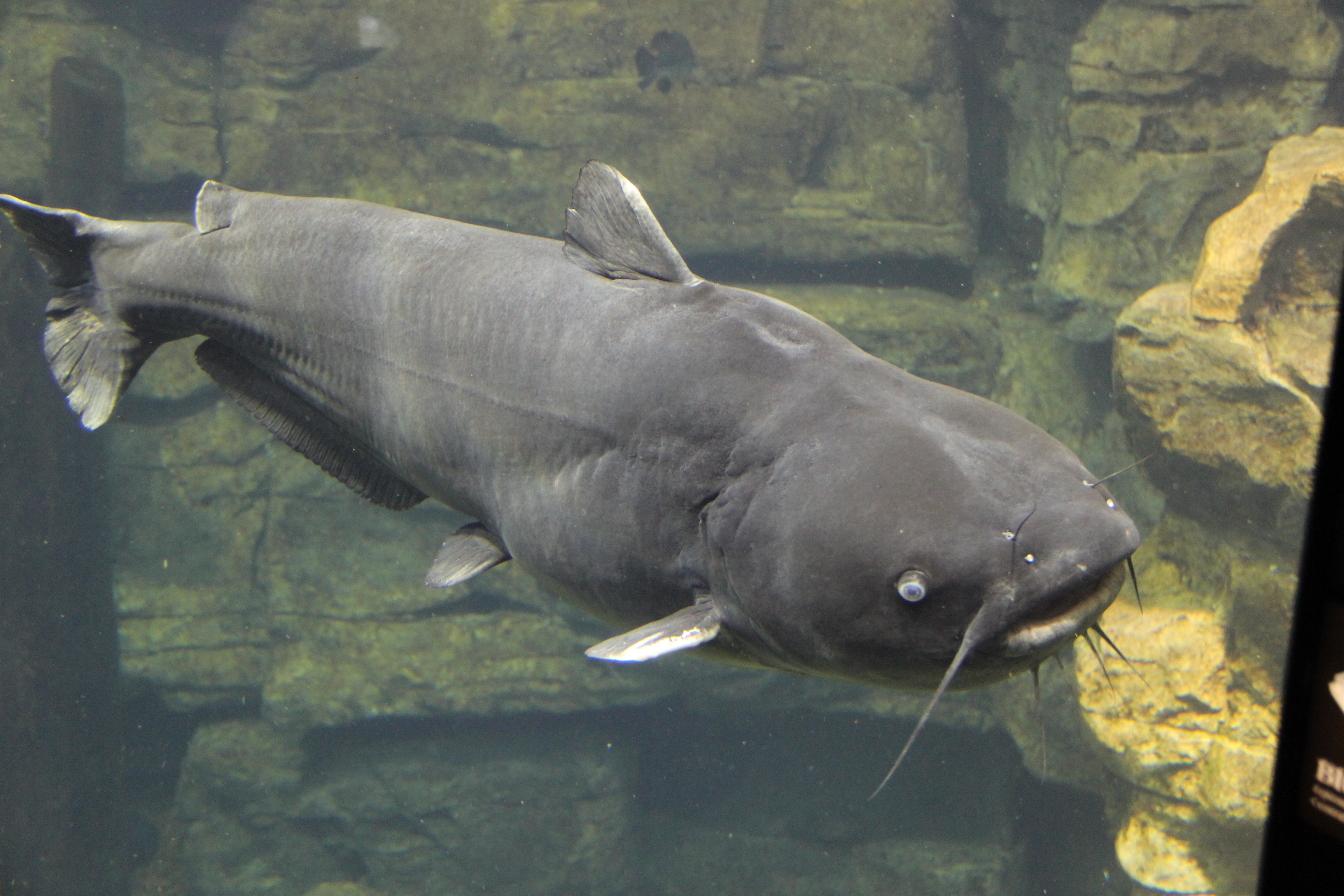
Ictalurus furcatus

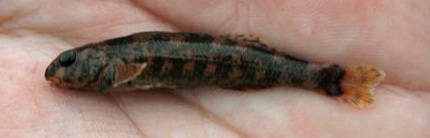
Etheostoma histrio

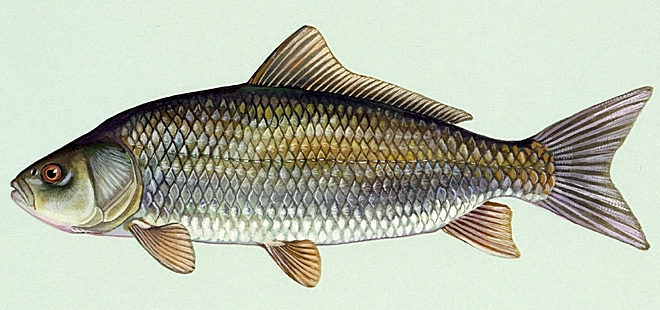
Ictiobus cyprinellus

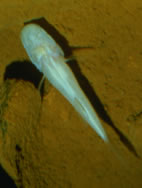
Speoplatyrhinus poulsoni

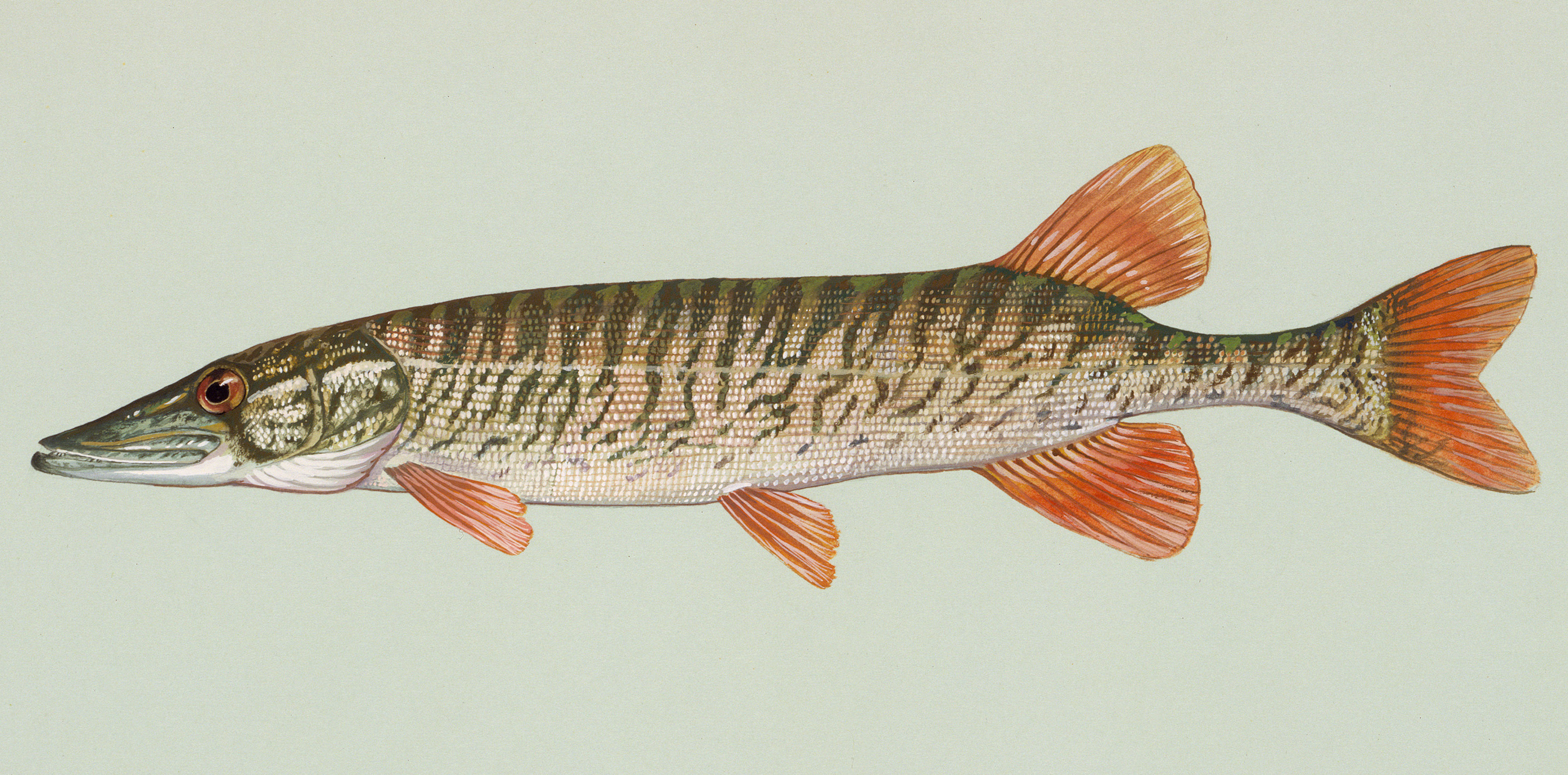
Esox americanus americanus

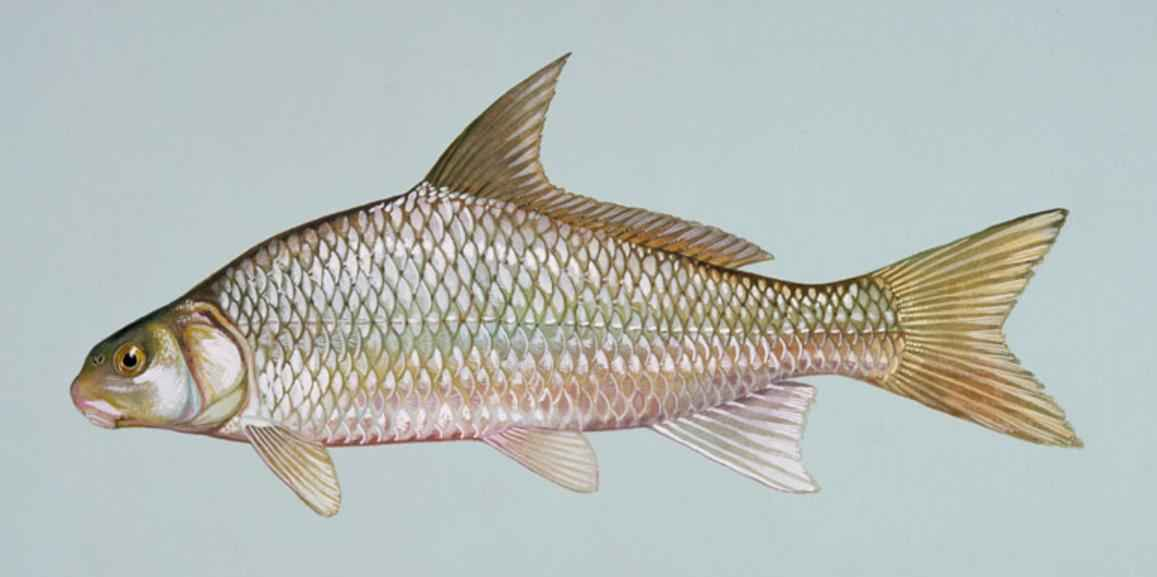
Carpiodes carpio

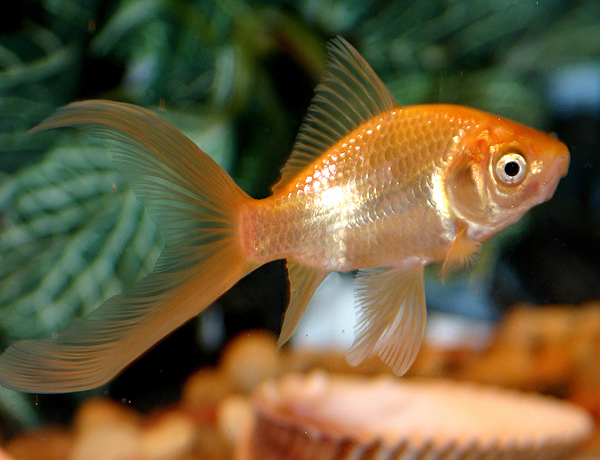
Carpí daurat (Carassius auratus)

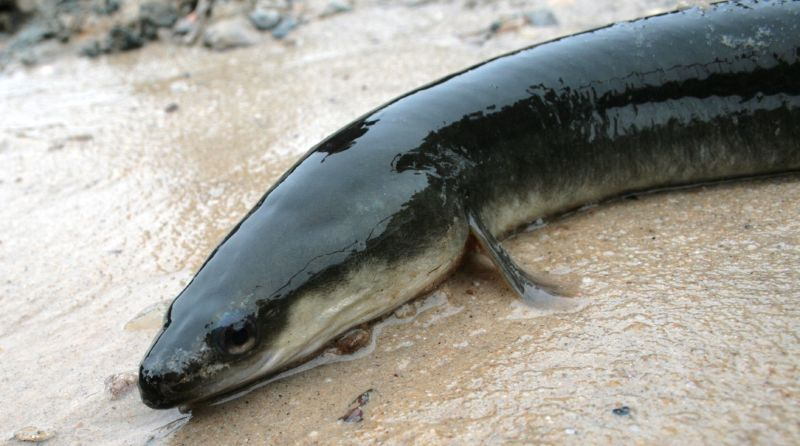
Anguila americana (Anguilla rostrata)

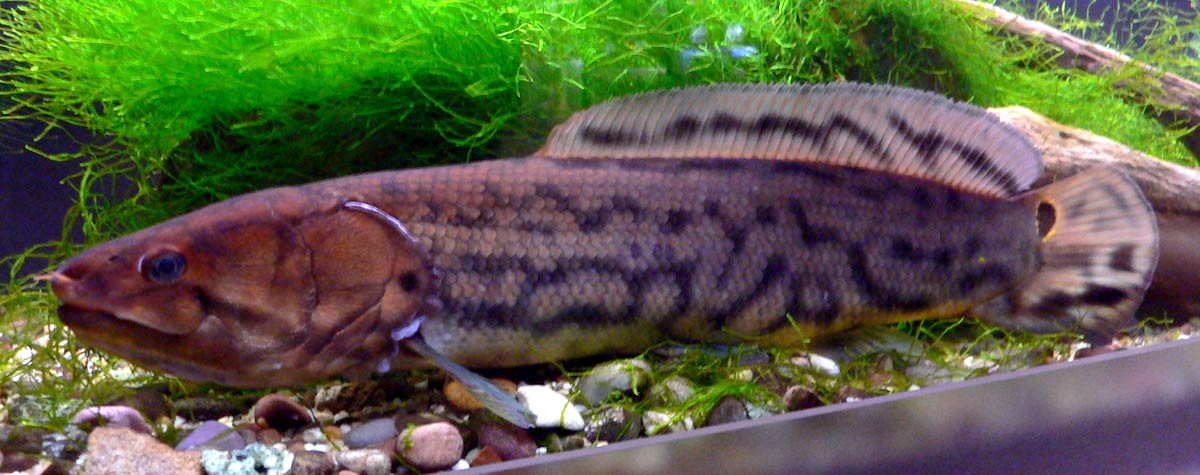
Àmia (Amia calva)

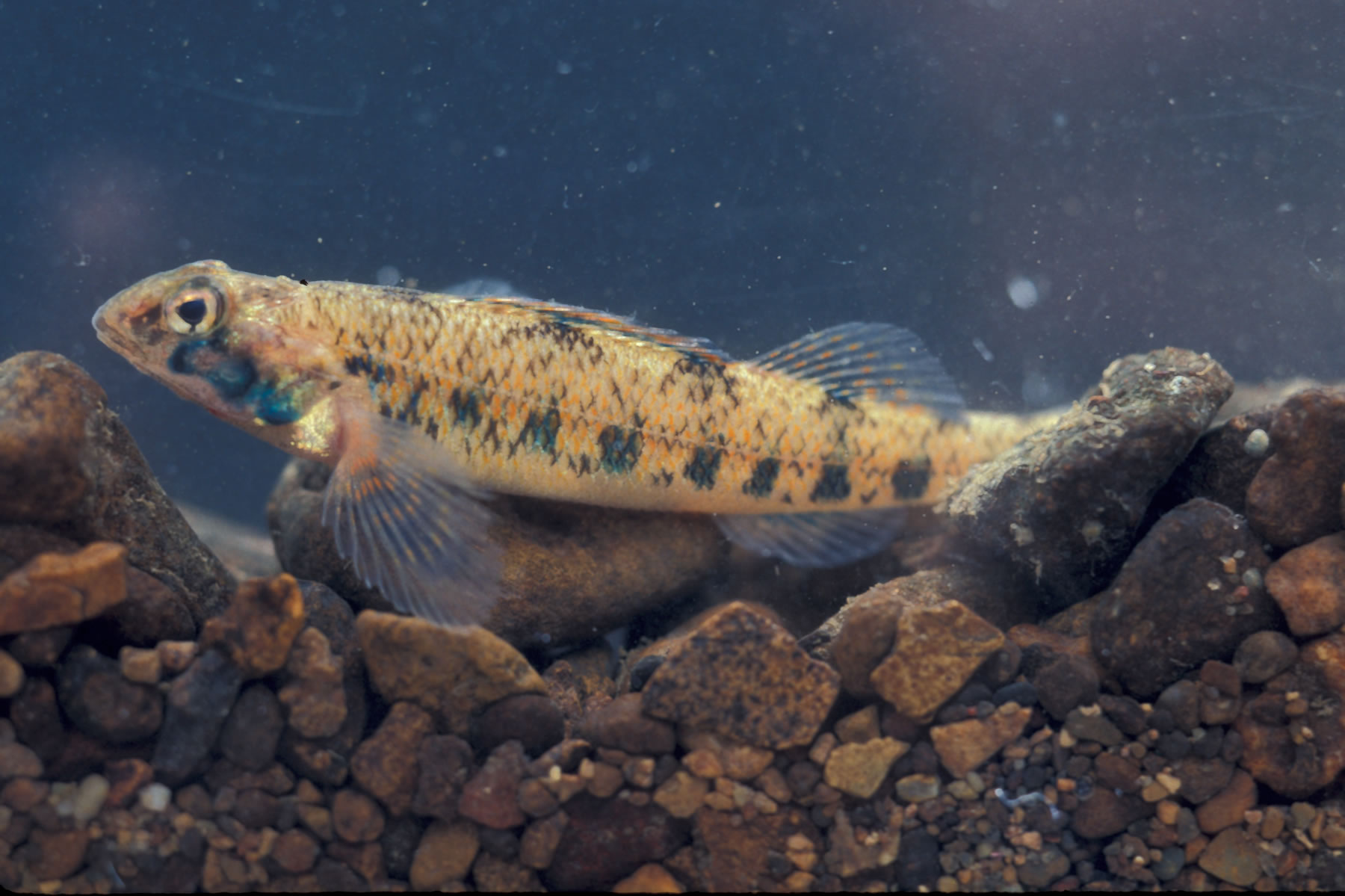
Etheostoma jessiae

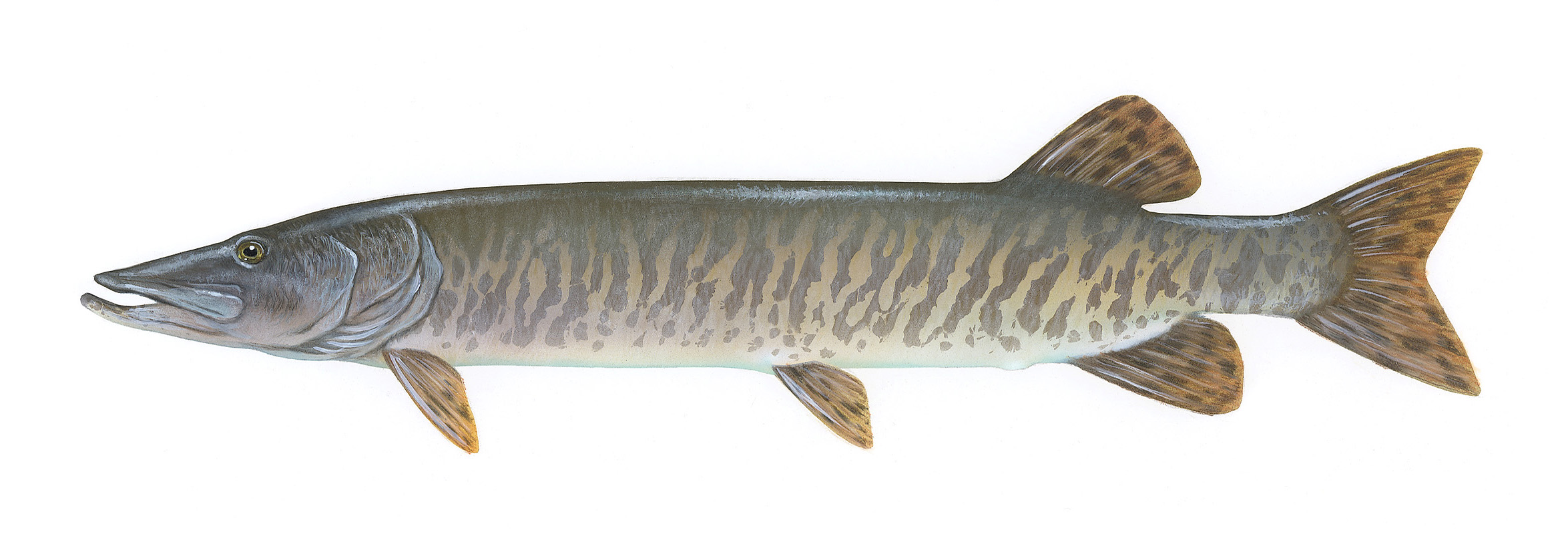
Luci masquinongi (Esox masquinongy)

Aquesta llista de peixos del riu Tennessee inclou 122 espècies de peixos que es poden trobar actualment al riu Tennessee ordenades per l'ordre alfabètic de llur nom científic.

## A
- Acipenser fulvescens
- Ambloplites rupestris
- Amia calva
- Anguilla rostrata

## C
- Campostoma oligolepis
- Campostoma pauciradii
- Carassius auratus
- Carpiodes carpio
- Carpiodes velifer
- Chrosomus erythrogaster
- Chrosomus tennesseensis
- Cottus baileyi
- Cottus bairdii
- Cottus carolinae
- Cyprinella camura
- Cyprinella galactura
- Cyprinella monacha[1]
- Cyprinella spiloptera
- Cyprinella venusta

## E
- Elassoma alabamae[2]
- Elassoma zonatum
- Erimystax cahni
- Erimystax insignis
- Esox americanus americanus
- Esox masquinongy
- Etheostoma blennius
- Etheostoma boschungi[3]
- Etheostoma camurum[4]
- Etheostoma chlorobranchium
- Etheostoma cinereum
- Etheostoma denoncourti
- Etheostoma duryi
- Etheostoma flavum[5]
- Etheostoma histrio
- Etheostoma jessiae
- Etheostoma kennicotti
- Etheostoma luteovinctum
- Etheostoma maydeni
- Etheostoma nigripinne
- Etheostoma nigrum
- Etheostoma parvipinne
- Etheostoma proeliare
- Etheostoma rufilineatum
- Etheostoma simoterum
- Etheostoma smithi
- Etheostoma swannanoa
- Etheostoma tippecanoe
- Etheostoma tuscumbia
- Etheostoma vulneratum
- Etheostoma wapiti[6]
- Etheostoma zonistium

## F
- Forbesichthys agassizii
- Fundulus catenatus
- Fundulus julisia
- Fundulus stellifer

## H
- Hemitremia flammea
- Hybognathus hayi
- Hybopsis amblops

## I
- Ichthyomyzon bdellium
- Ichthyomyzon castaneus
- Ichthyomyzon gagei
- Ichthyomyzon greeleyi[7]
- Ichthyomyzon unicuspis
- Ictalurus furcatus
- Ictiobus cyprinellus

## L
- Lepisosteus platostomus
- Lepomis auritus
- Lepomis humilis
- Luxilus chrysocephalus
- Luxilus coccogenis
- Lythrurus ardens
- Lythrurus fasciolaris
- Lythrurus lirus

## M
- Macrhybopsis aestivalis
- Macrhybopsis storeriana
- Minytrema melanops

## N
- Nocomis effusus
- Nocomis micropogon
- Nothonotus aquali
- Notropis albizonatus[8]
- Notropis ammophilus
- Notropis ariommus
- Notropis boops
- Notropis buchanani
- Notropis chrosomus
- Notropis leuciodus
- Notropis lutipinnis
- Notropis micropteryx
- Notropis photogenis
- Notropis rubellus
- Notropis rubricroceus
- Notropis spectrunculus
- Notropis telescopus
- Notropis volucellus
- Notropis wickliffi
- Noturus baileyi
- Noturus elegans
- Noturus eleutherus
- Noturus exilis
- Noturus flavipinnis
- Noturus insignis
- Noturus miurus
- Noturus phaeus
- Noturus stanauli

## O
- Oreochromis mossambicus

## P
- Percina aurantiaca
- Percina burtoni
- Percina evides
- Percina phoxocephala
- Percina squamata
- Percina tanasi
- Percina vigil
- Percina williamsi
- Phenacobius crassilabrum[9]
- Phenacobius mirabilis
- Phenacobius uranops
- Polyodon spathula

## R
- Rhinichthys atratulus
- Rhinichthys cataractae
- Rhinichthys obtusus

## S
- Speoplatyrhinus poulsoni

## T
- Typhlichthys subterraneus[10]